# Gustav Hügel
Gustav Adolf Hügel, né le 1er janvier 1871 et mort en 1953, est un patineur artistique autrichien qui participe aux grandes compétitions internationales du XIXe siècle.

## Biographie

### Carrière sportive
Gustav Hügel est un patineur autrichien vivant dans l'empire d'Autriche-Hongrie. Il participe à cinq mondiaux et six championnats européens au XIXe siècle. Il est triple champion du monde en 1897 à Stockholm, 1899 à Davos et 1900 à Davos ; et champion d'Europe en 1901 dans son pays à Vienne.
Curieusement, il participe aux championnats de l'Empire allemand en 1894 et 1895, car à cette époque l'Autriche et l'Allemagne organisaient des championnats communs.
Il ne participe plus aux compétitions internationales après les championnats européens de 1901.

### Reconversion
Il officie comme juge lors des quatre compétitions de patinage artistique des Jeux olympiques de 1908 à Londres.

## Palmarès
| Compétition                         | 1892 | 1983 | 1894 | 1895 | 1896 | 1897 | 1898 | 1899 | 1900 | 1901 |
| Championnats du monde               |      |      |      |      | 2e   | 1er  | 2e   | 1er  | 1er  |      |
| Championnats d'Europe               | 6e   |      | 2e   | 2e   | CA   | CA   |      | 2e   | 2e   | 1er  |
| Championnats d'Allemagne            |      |      | 1er  | 2e   |      |      |      |      |      |      |
| Légende : CA = Championnats annulés |      |      |      |      |      |      |      |      |      |      |